# Sic
sic (także z wykrzyknikiem na końcu lub sam wykrzyknik) – oznaczenie oryginalności zapisu, utworzone z łacińskiego wyrażenia sīc erat scriptum, oznaczającego „tak było napisane”, „jak stoi”, zazwyczaj umieszczane w nawiasach kwadratowych. W tekście może być używane na kilka sposobów, między innymi do wskazania, że cytowany tekst zawiera błąd i pochodzi on ze źródła, które zostało dosłownie i bez poprawiania zacytowane.
Zwrot ten umieszcza się także przy informacji, która może być odebrana jako nieprawdziwa, jako błąd itp. w celu podkreślenia, że to rzeczywiście się zdarzyło, miało miejsce.

## Wymowa
Wyraz sic wymawia się jako [s-ik], czyli tak samo, jak połączenie s oraz i w słowie sinus, a więc zupełnie inaczej niż na przykład słowo sikawka.

## Przykłady
- Pisząc o Sandrze Bollock, można dopisać za nazwiskiem (sic), by nikt nie uznał, że mowa o aktorce Sandrze Bullock.
- Pisząc, że coś kosztowało bardzo dużo, można za tą kwotą dopisać (sic), by czytelnika upewnić, że nie popełniono pomyłki: „Bilet lotniczy do Chin kosztuje 50 000 złotych (sic)”.
- Cytując czyjś tekst wraz z zawartym w nim błędem (najczęściej ortograficznym), dodaje się [sic], dając czytelnikom do zrozumienia, że błąd zawarty był również w oryginalnym tekście.